# 上普魯斯國家公園

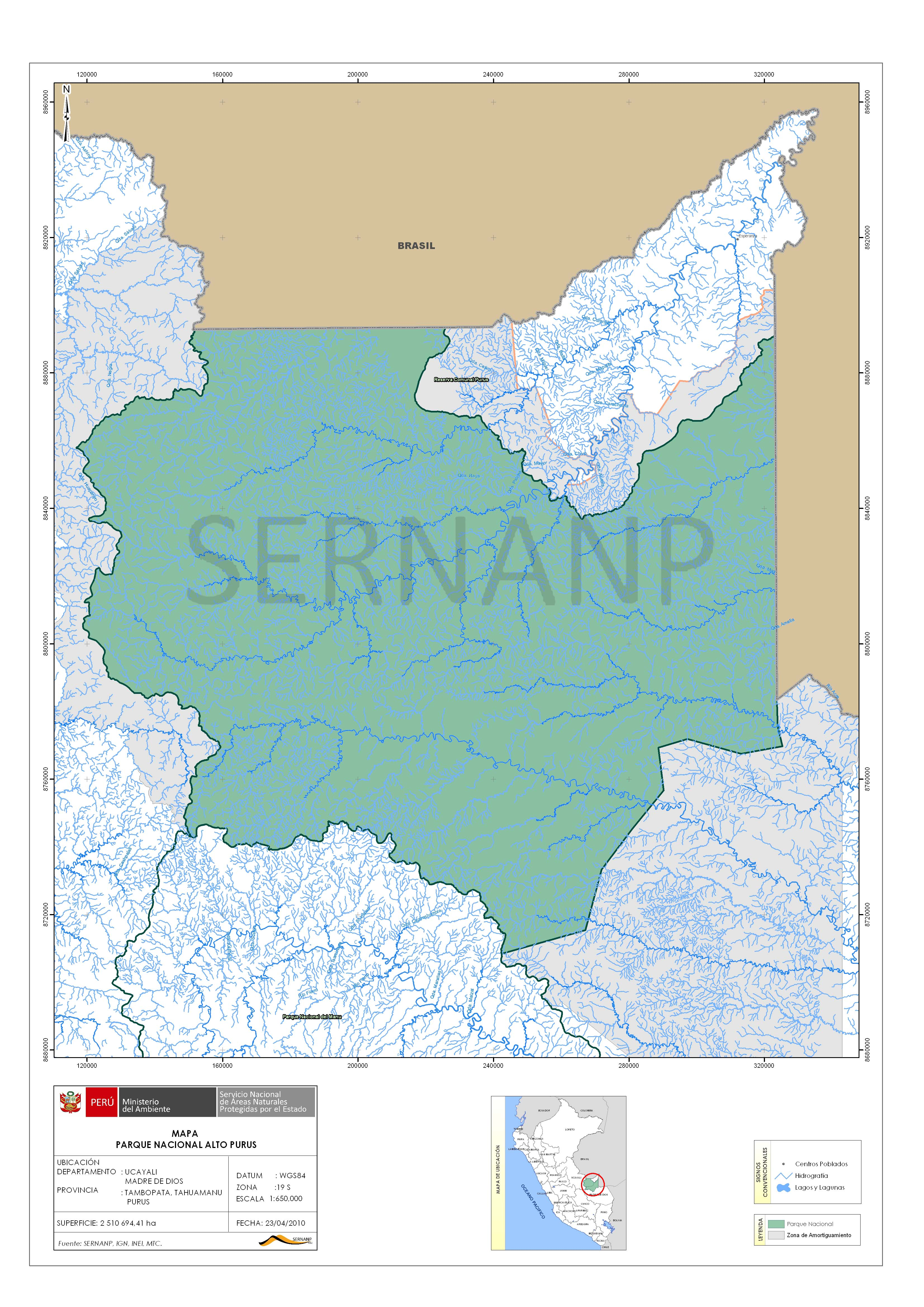

上普魯斯國家公園是秘魯的國家公園，位於該國東南部，由烏卡亞利大區和馬德雷德迪奧斯大區負責管轄，面積2,511平方公里，始建於2004年11月18日。